# Хэтфилд, Джон
Джон Гэтенби «Джек» Хэтфилд (англ. John Gatenby "Jack" Hatfield, 15 августа 1893 — 30 марта 1965) — британский пловец и бизнесмен, призёр Олимпийских игр.
Родился в Стоуксли, графство Северный Йоркшир. Его отец заведовал местным плавательным бассейном, и уже в пятилетнем возрасте Джон Хэтфилд начал заниматься плаванием. В 1912 году он принял участие в Олимпийских играх в Стокгольме, где стал обладателем серебряных медалей на дистанциях 400 м вольным стилем и 1500 м вольным стилем, и бронзовой медали в эстафете 4×200 м вольным стилем; когда он вернулся домой, то на железнодорожной станции его приветствовала 20-тысячная толпа. В последующие два года Джон Хэтфилд стал десятикратным национальным чемпионом, и побил пять мировых рекордов.
После Олимпиады отец помог Джону основать собственный бизнес — магазин спортивных товаров. В связи с тем, что Джон Хэтфилд был действующим спортсменом, и хорошо знал нужды рынка, бизнес развивался и преуспевал; магазин «Jack Hatfield Sports» существует до сих пор.
После начала Первой мировой войны Джон Хэтфилд пошёл в артиллерию, и четыре года воевал во Франции.
В 1920 году Джон Хэтфилд принял участие в Олимпийских играх в Антверпене, но не завоевал медалей. В 1920-х годах, помимо плавания, он также активно участвовал в соревнованиях по водному поло. В 1924 году на Олимпийских играх в Париже он стал 4-м на дистанции 1500 м вольным стилем, и 5-м — на дистанции 400 м вольным стилем. В 1928 году на Олимпийских играх в Амстердаме помимо выступления на дистанции 400 м вольным стилем Джон Хэтфилд также принял участие в соревнованиях по водному поло, где британская команда заняла 4-е место.
В 1984 году Джон Хэтфилд был включён в Международный зал славы плавания.